# Angelo Maria Quirini
Angelo Maria kardinal Quirini, O.S.B., italijanski rimskokatoliški duhovnik, škof in kardinal, * 30. marec 1680, Benetke, † 6. januar 1755.

## Življenjepis
Leta 1696 je podal redovne zaobljube pri benediktincih in 24. marca 1702 je prejel duhovniško posvečenje.
22. novembra 1723 je bil imenovan za nadškofa Krfa in 30. novembra istega leta je prejel škofovsko posvečenje.
9. decembra 1726 je bil povzdignjen v kardinala in pectore.
30. julija 1727 je bil imenovan za nadškofa (osebni naziv) škofije Brescia, 10. novembra je bil ponovno povzdignjen v kardinala in 22. decembra 1727 je bil ustoličen kot kardinal-duhovnika S. Agostino.
8. marca 1718 je bil imenovan za kardinal-duhovnika S. Marco, 4. septembra 1730 za knjižničarja Vatikanske knjižnice, leta 1740 za prefekta Indexa Rimske kurije in 11. marca 1743 je bil imenovan za kardinal-duhovnika S. Prassede.